# Плоцин
Плоцин (пол. Płocin) — село в Польщі, у гміні Волін Каменського повіту Західнопоморського воєводства.
Населення — 108 осіб (2011).
У 1975-1998 роках село належало до Щецинського воєводства.

## Демографія
Демографічна структура станом на 31 березня 2011 року:
|          | Загалом | Допрацездатний вік | Працездатний вік | Постпрацездатний вік |
| -------- | ------- | ------------------ | ---------------- | -------------------- |
| Чоловіки | 56      | 12                 | 41               | 3                    |
| Жінки    | 52      | 13                 | 30               | 9                    |
| Разом    | 108     | 25                 | 71               | 12                   |